# Scheloribates praestantissimus
Scheloribates praestantissimus är en kvalsterart som först beskrevs av Berlese 1916.  Scheloribates praestantissimus ingår i släktet Scheloribates och familjen Scheloribatidae.

## Underarter
Arten delas in i följande underarter:
- S. p. praestantissimus
- S. p. major